# Elastic Heart
"Elastic Heart" é uma canção da cantora e compositora Sia gravada para The Hunger Games: Catching Fire – Original Motion Picture Soundtrack, a trilha sonora do filme americano de 2013 The Hunger Games: Catching Fire. Foi lançado como single digital em 1 de outubro de 2014. "Elastic Heart" foi produzida pelos produtores Diplo e Greg Kurstin. A canção debutou no número 7 na tabela musical na Nova Zelândia, além de entrar nas tabelas do Reino Unido, Austrália e Bélgica. Na versão cinematográfica da canção, The Weeknd canta o segundo verso da canção, mas a canção foi disponibilizada numa versão solo no sexto álbum de estúdio de Sia, 1000 Forms of Fear (2014).

## Vídeo musical
A videoclipe auto dirigido para a música apareceu no canal do YouTube "Banana Music Club" em 13 de novembro de 2014. O vídeo apresenta uma batalha de dança, interpretada por Maddie Ziegler e Shia LaBeouf. A maioria dos locais mostrados no vídeo apareceu mais tarde na arte para o álbum 1000 Forms of Fear.

## Desempenho nas tabelas musicais

### Posições
| Tabela musical (2013)                 | Melhor posição |
| ------------------------------------- | -------------- |
| Austrália (ARIA Charts)               | 67             |
| Bélgica (Ultratip)                    | 27             |
| Nova Zelândia (Recorded Music NZ)     | 7              |
| Reino Unido (Official Charts Company) | 79             |

### Certificações
| Nova Zelândia (RMNZ)                                 | Ouro | 7,500* |
| * números de vendas com base apenas na certificação. |      |        |

## Histórico de lançamento
| Região         | Data                  | Formato                | Gravadora                    |
| -------------- | --------------------- | ---------------------- | ---------------------------- |
| Estados Unidos | 1 de outubro de 2013  | Descarga digital       | RCA Records Republic Records |
| Estados Unidos | 22 de outubro de 2013 | Contemporary hit radio | RCA Republic Lionsgate       |

## Versão solo de Sia
Em 2014, Sia gravou uma versão solo de "Elastic Heart" para seu sexto álbum de estúdio, 1000 Forms of Fear. Heather Phares, do Allmusic, pegou "Elastic Heart" como um dos três destaques do álbum, ao lado de "Chandelier" e "Eye of the Needle". Aimee Cliff, de Fact, chamou de um "grande exemplo de como Sia só pode realmente balançar uma canção escrita para (em vez de) Sia".

### Vídeo musical
Em 7 de janeiro de 2015, o videoclipe para a canção foi lançado. Dirigido por Sia e Daniel Askill e coreografado por Ryan Heffington, o vídeo apresenta Maddie Ziegler, que já apareceu no vídeo para o single "Chandelier", de Sia, e ator Shia LaBeouf. No vídeo, Ziegler e LaBeouf estão nuos e roupas manchadas de terra. Justine Harman, da Elle, comparou o conceito do vídeo para o enredo do Titanic. Analisando o conteúdo do vídeo, Jason Lipshutz da Billboard resumida desta forma:
"A totalidade do vídeo apresenta o par surpreendente interpretando da música através de várias contorções corporais: Eles dançam e lutam, entram em colapso no meio da gaiola, rastejam em direção e longe um do outro, e fazer algumas expressões faciais descontroladamente fantásticas."
Outra explicação do vídeo: O vídeo brinca com Shia, representando a idade adulta e da razão, e Maddie, tão selvagem e, às vezes cruéis como uma criança ou um animal. Maddie joga o subconsciente, a nossa imaginação, capaz de atacar sem justa causa, mas também adormecer na inocência. Shia parece mais sábio, mas ele não pode controlar Maddie e nem ele pode deixar a gaiola de seus próprios limites. O vídeo nos faz questão de quem gostamos ou odeie mais: raciocínio ou subconsciente selvagem. E, no final, os nossos sonhos estão tentando nos puxar livre, mas a razão simplesmente que não podemos sair.
Após o seu lançamento, veio críticas negativas sobre Sia, devido à representação de um adulto e uma criança dançando quase nua em conjunto, sendo acusado de retratar imagens que podem induzir gatilhos às vítimas de pedofilia. Sia mais tarde pediu desculpas no Twitter: "Tudo o que posso dizer é que Maddie e Shia são dois dos únicos atores que eu senti poderia jogar nestes dois beligerantes auto estados 'Sia'. Eu peço [desculpas] para aqueles que se sentem desencadeados por 'Elastic Heart'. Minha intenção era criar algum conteúdo emocional, para não incomodar ninguém".

### Desempenho nas tabelas musicais

#### Posições
| Tabela musical (2015)                         | Melhor posição |
| --------------------------------------------- | -------------- |
| Austrália (ARIA)                              | 8              |
| Bélgica (Ultratip Bubbling Under de Flandres) | 30             |
| Bélgica (Ultratip Bubbling Under da Valônia)  | 26             |
| Canadá (Canadian Hot 100)                     | 7              |
| França (SNEP)                                 | 51             |
| Irlanda (IRMA)                                | 23             |
| Estados Unidos (Billboard Hot 100)            | 17             |

### Histórico de lançamento
| Região | Data                 | Formato(s)             | Gravadora |
| ------ | -------------------- | ---------------------- | --------- |
| Itália | 7 de janeiro de 2015 | Contemporary hit radio | RCA       |